# Sparisoma choati
Sparisoma choati là một loài cá biển thuộc chi Sparisoma trong họ Cá mó. Loài này được mô tả lần đầu tiên vào năm 2012.

## Từ nguyên
Từ định danh của loài được đặt theo tên của nhà ngư học J. Howard Choat nhằm vinh danh những nghiên cứu của ông về cá mó.

## Phạm vi phân bố và môi trường sống
Từ đảo quốc Cabo Verde ở Trung Đại Tây Dương, S. choati được ghi nhận trải dài từ bờ biển Sénégal xuống phía nam đến các đảo quốc trong vịnh Guinea và Bắc Angola.
S. choati sống gần các mỏm đá ngầm và trong thảm cỏ biển ở độ sâu đến ít nhất là 30 m.

## Mô tả
S. choati có chiều dài cơ thể tối đa được biết đến là gần 32 cm. S. choati đực trưởng thành có ba màu rõ rệt. Đầu và một phần thân trên phía trước màu nâu phớt đỏ; vùng bụng màu vàng lục; phần thân sau màu xanh lục sẫm xám. Cá cái và cá đực nhỏ màu xám lục, vảy trên thân viền nâu đỏ, các vây phớt đỏ, có thể chuyển sang kiểu hình lốm đốm khi nằm nghỉ dưới đáy biển.
S. choati và hai loài khác là Sparisoma axillare và Sparisoma rubripinne được xếp vào nhóm chị em "rubripinne".
Số gai vây lưng: 9; Số tia vây ở vây lưng: 10; Số gai vây hậu môn: 3; Số tia vây ở vây hậu môn: 9; Số tia vây ở vây ngực: 12–13; Số gai vây bụng: 1; Số tia vây ở vây bụng: 5.

## Sinh thái học
Thức ăn của S. choati là tảo và cỏ biển. Cá đực thường sống đơn độc, còn cá cái và cá con hợp thành từng nhóm nhỏ (đến khoảng 10 cá thể).

### Trích dẫn
- "Sparisoma choati, a new species of Parrotfish (Labridae: Scarinae) from the tropical eastern Atlantic" (PDF). Zootaxa. Quyển 3152. 2012. tr. 61–67. {{Chú thích tạp chí}}: Đã bỏ qua tham số không rõ |authors= (trợ giúp)